# Haa körzet
Haa  egyike Bhután 20 körzetének. A fővárosa Haa.

## Látnivalók

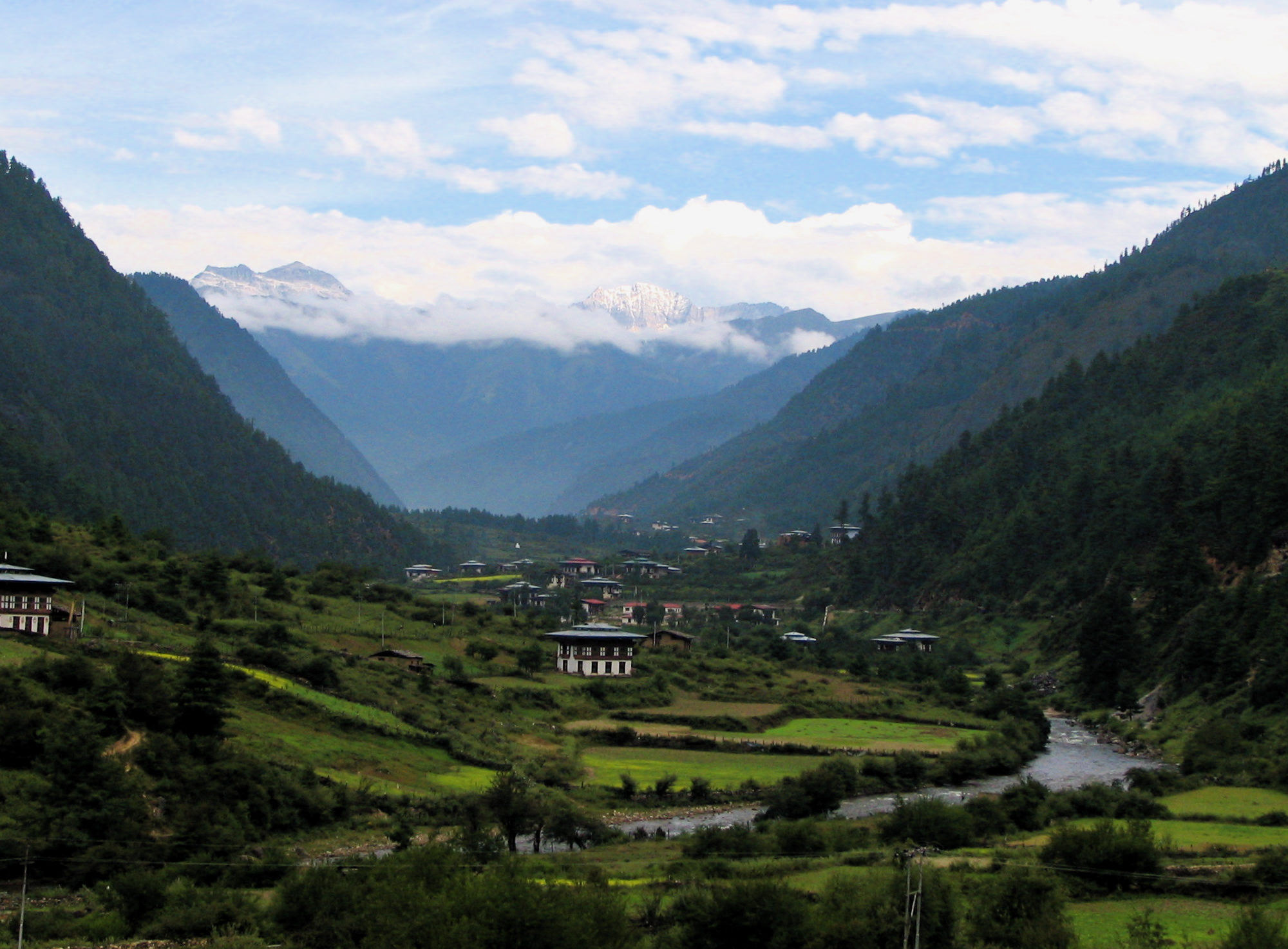
Haa völgye

## Földrajz
Az ország nyugati részén található.

## Gewog-ok
- Bji Gewog
- Katsho Gewog
- Sama Gewog
- Sangbay Gewog
- Uesu Gewog